# Fiestas de la Calle San Sebastián

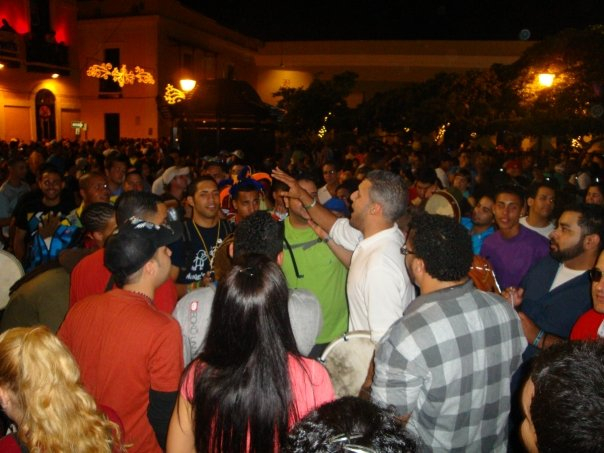
Vista nocturna de la Calle San Sebastián.

 Las fiestas de la Calle San Sebastián se configuran para algunos puertorriqueños como la celebración que da fin a la temporada navideña. Se trata de un festival que se celebra el tercer fin de semana de enero, desde miércoles a domingo en la ciudad de San Juan, Puerto Rico. Cabe mencionar que en estos cuatro días de festejo la mayor concentración de gente es en la calle San Sebastián. Como parte de las actividades, los vecinos adornan las calles y los balcones de sus casas y preparan los trajes que se utilizarán en los bailes.
El inicio de esta festividad es marcado por una misa en honor al mártir San Sebastián, el día jueves. A partir del viernes se realizan una serie de actividades en las que se incluye: desfile de la Comparsa de los Cabezudos con música en vivo, líderes de la Iglesia y del gobierno y la comunidad en general. El sábado y el domingo se realizan bailes típicos y varias agrupaciones musicales despliegan su talento. Durante todo el fin de semana se disfruta de artesanías (hamacas, dulces típicos, camisas), bailes y canciones, comidas y bebidas para toda la familia. En horas de la noche el ambiente es más juvenil.

## Historia
Historiadores aseguran que el festival data desde el siglo XX, sin embargo se conoce que en 1954 el padre Juan Manuel Madrazo, párroco de la iglesia San José del Viejo San Juan, fue el gestor de la década de 1970, el historiador Ricardo Alegría le pidió a doña Rafaela Balladares de Brito que reiniciara las fiestas y también iniciara la festividad para recaudar fondos para el Colegio de Párvulos. Ella, junto a unos vecinos, comenzó esta celebración.

## Comparsa de los Cabezudos
Parte de las actividades del Festival es un desfile de la tradicional Comparsa de los Cabezudos, en donde se recrean momentos históricos y se representan personajes típicos de Puerto Rico. Los mismos incluyen: Doña Fela , el General, Diplo Toribio y la puerca de Juan Bobo. Este desfile llega hasta la Catedral de San Juan Bautista ubicada en la calle del Cristo.

## Música, bailes y artesanías
En sus principios las fiestas de la calle San Sebastián abría la celebración con un grupo de músicos que recorrían la ciudad anunciando la fiesta. Más tarde se añadió exhibición de artesanos y artistas que se ha convertido en una de las partes más importantes de las fiestas. Se hacían exhibiciones de pinturas frente a la casa del pintor José Campeche (las pinturas de este eran también exhibidas). La exhibición toma parte en las horas del día. A la noche las fiestas se enfocan en la música y el baile. Jóvenes de toda la isla se dan cita para participar de esta masiva festividad. Las artesanías incluyen camisas, joyería, vasijas de higuera, coco y barro, machetes, herraduras y sillas para montar, muebles, hamacas, máscaras, talla de santos, dulces y bebidas típicas tradicionales. El público canta y baila toda la noche con la música. Dentro de la celebración se incluyen bailes de salón, entre otros.

## Actualidad
Las fiestas de la calle San Sebastián se celebraban durante dos fines de semanas consecutivos pero esto se descontinuó y se redujo a uno. El motivo de las mismas era festejar al Santo que a pesar del peligro no negó su religión y se mantuvo firme en su fe. En el presente la idea principal es “pasarla bien” pero siempre debemos recordar el motivo real de estas fiestas ya que tal fe en una creencia muestra la valentía que puede causar en una persona y es algo digno de conmemorar.  Desde el año 2013 las fiestas de la calle San Sebastián se han celebrado en varios lugares en Estados Unidos continentales, entre estos: Miami, Orlando y Dallas. Comenzando en el 2021 se estarán realizando las primeras fiestas virtuales por la situación del Covid 19, uniendo todas las fiestas de la calle Sansebastián de forma virtual.